# You Got Me
You Got Me è un singolo del gruppo hip hop The Roots, pubblicato il 22 gennaio 1999.

## Descrizione
Il brano vede la partecipazione di Erykah Badu e di Eve ed è stato estratto dal quarto album in studio del gruppo Things Fall Apart.
Esso è stato scritto da Tariq Trotter (Black Thought), Ahmir Thompson (Questlove), Scott Storch e Jill Scott.

## Video musicale
Il videoclip di You Got Me è stato diretto da Charles Stone III e contiene dei cameo sia del rapper e attore Common che del comico Tracy Morgan.

## Riconoscimenti
Ai Grammy Awards 2000 la canzone vinse nella categoria "Miglior interpretazione rap".

## Live
Nel 2011, i Roots, Eryka Badu e Jill Scott hanno eseguito la canzone insieme al VH1 Divas Celebrates Soul.

## Tracce
1. You Got Me
2. Adrenaline!
3. New Year's @ Jay Dee's
4. You Got Me (Me Tienes Remix)